# Chemotropizm
Chemotropizm – reakcja ruchowa roślin w odpowiedzi na czynnik chemiczny. Ruch w kierunku zwiększającego się stężenia związku chemicznego określany jest jako chemotropizm dodatni. Chemotropizm ujemny polega na ruchu w kierunki niższego stężenia substancji chemicznej. Bodziec chemiczny stymuluje lub hamuje wzrost komórek.
Przykładem chemotropizmu dodatniego jest wzrost łagiewki pyłkowej w kierunku  zalążka. Rośliny wykazują również reakcję na sole mineralne, kwasy organiczne, cukry, aminokwasy.